# کلینیک لابراتوریز

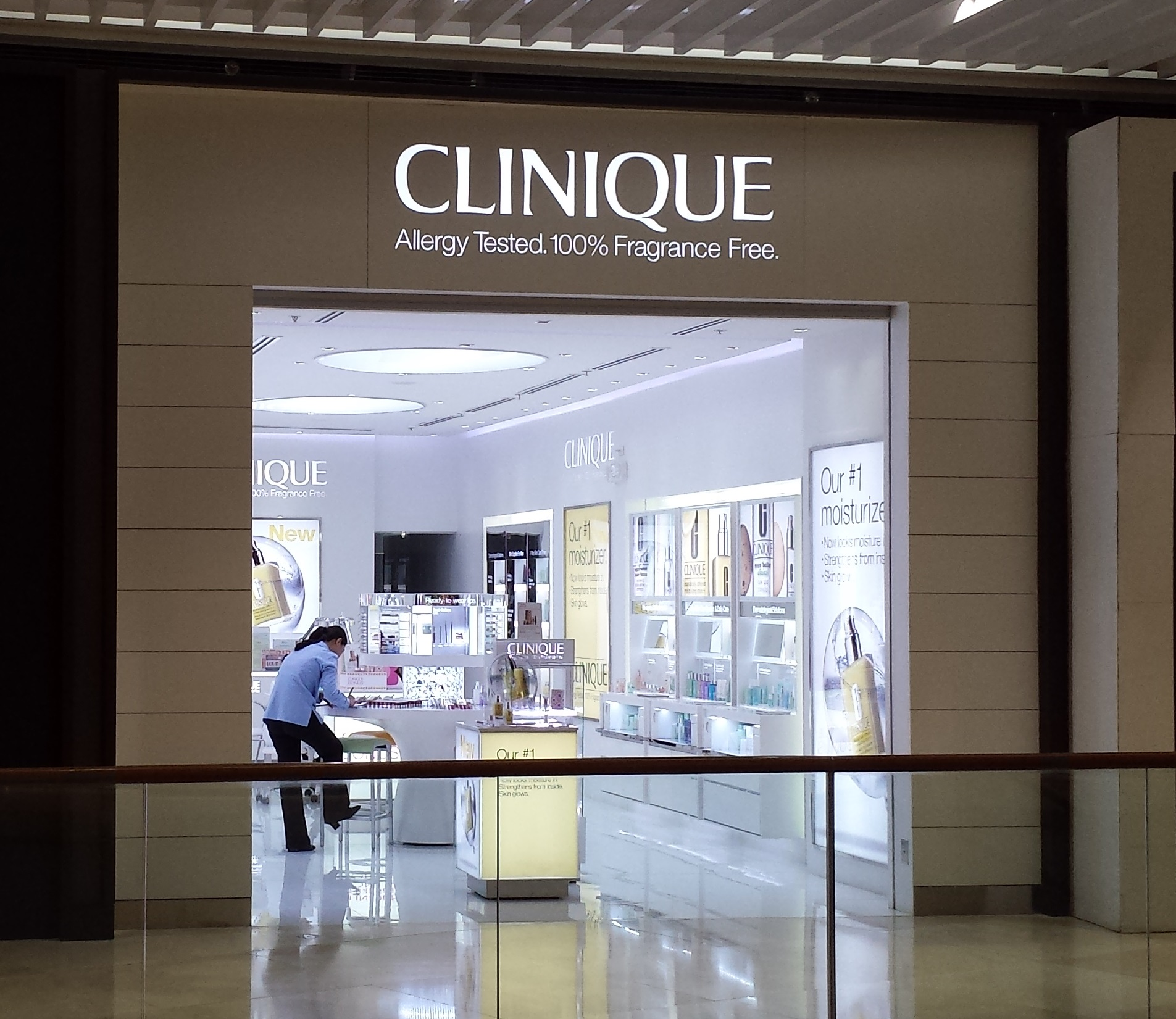
شعبه‌ای از کلینیک، در کلانشهر مانیل، فیلیپین

کلینیک لابراتوریز (به انگلیسی: Clinique Laboratories) شرکت لوازم آرایشی و بهداشتی آمریکایی است، که در زمینه تولید و توزیع عطر، لوازم آرایشی و محصولات مراقبت از پوست فعالیت می‌کند. 
شرکت کلینیک در سال ۱۹۶۸ توسط ایوِلین لودر تأسیس شد و در حال حاضر زیرمجموعه‌ای از شرکت استه لودر می‌باشد. دفتر مرکزی این شرکت در شهر نیویورک، ایالات متحده آمریکا قرار دارد.